# Eremomela flavicrissalis
Eremomela flavicrissalis е вид птица от семейство Cisticolidae.

## Разпространение
Видът е разпространен в Етиопия, Кения, Сомалия и Уганда.